# Тортони (кафене, Буенос Айрес)
Кафе „Тортони“ (на испански: Café Tortoni) е кафене в Буенос Айрес, Аржентина. Намира се на адрес бул. „Авенида де Майо“ № 825.
Открито е от френския имигрант Туан (Touan) през 1858 г. Кафенето е било средище на културния и политически елит на Аржентина. През годините е посещавано от известни личности като Алберт Айнщайн, Федерико Гарсия Лорка, Хилъри Клинтън, Робърт Дювал и Хуан Карлос I.
Обявено е за национален исторически паметник на Аржентина.